# Sylwester Szulczyk

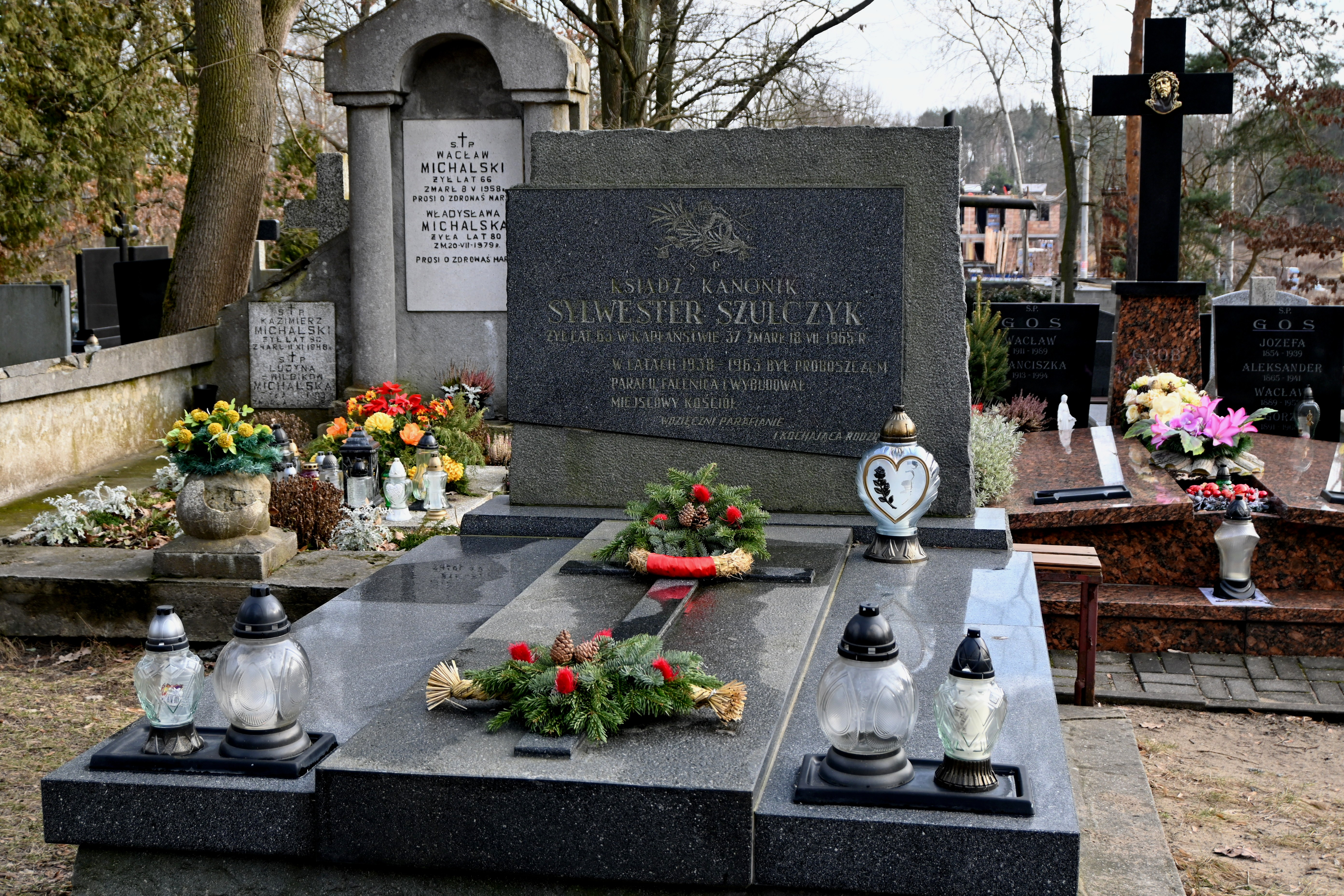
Grób ks. Sylwestra Szulczyka na cmentarzu parafialnym w warszawskim Aleksandrowie

Sylwester Szulczyk (ur. 1902, zm. 1965) – polski duchowny rzymskokatolicki, proboszcz parafii Najświętszego Serca Pana Jezusa w Falenicy.

## Życiorys

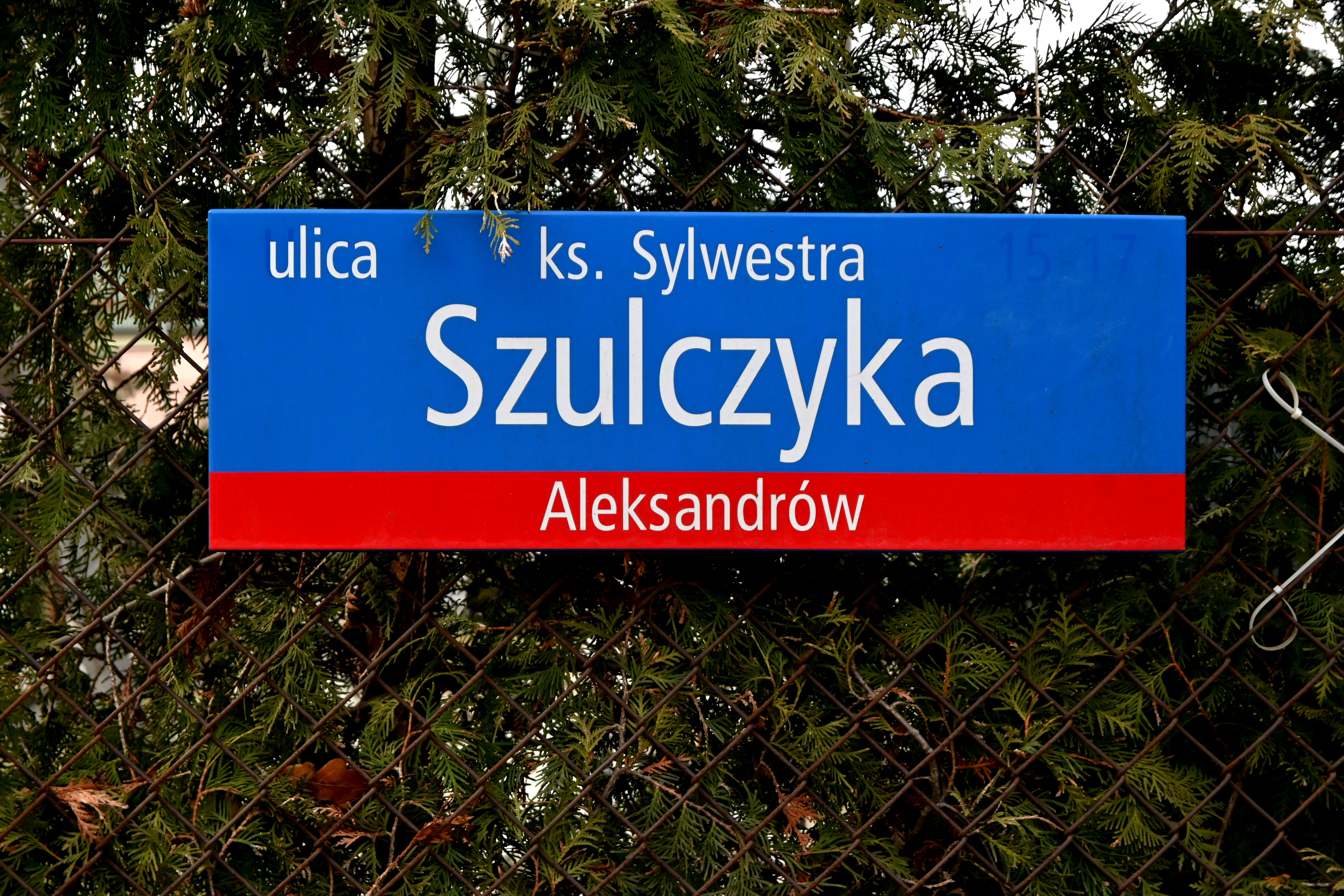
Ulica ks. Sylwestra Szulczyka w Warszawie

Święcenia kapłańskie przyjął 12 lutego 1928. W latach 1932–1933 był wikariuszem parafii św. Wawrzyńca na Reducie Wolskiej w Warszawie
Od 1938 był proboszczem parafii Najświętszego Serca Pana Jezusa w Falenicy. W trakcie okupacji niemieckiej, ryzykując własnym życiem, oddawał ostatnią posługę poległym żołnierzom Armii Krajowej, a także wspierał ludność żydowską uwięzioną w falenickim getcie.
Był inicjatorem budowy murowanego kościoła parafialnego, którego budowa rozpoczęła się w 1950.
Zmarł w 1965 i został pochowany na cmentarzu parafialnym w Aleksandrowie (sektor: B3, rząd: 1, grób: 1).
Od 1992 jest patronem ulicy na terenie warszawskiej dzielnicy Wawer.